# Phasi Charoen
Phasi Charoen (tiếng Thái: ภาษีเจริญ, phát âm [pʰāː.sǐː t͡ɕā.rɤ̄ːn]) là một trong 50 quận (Khet) của Bangkok, Thái Lan. Các quận xung quanh bao gồm (theo chiều kim đồng hồ): Taling Chan, Bangkok Noi, Bangkok Yai, Thon Buri, Chom Thong, Bang Bon, và Bang Khae.

## Lịch sử
Tên của quận được lấy từ con kênh Khlong Phasi Charoen (คลองภาษีเจริญ), nối với Sông Tha Chin đến Khlong Bangkok Yai. Dự án kênh đào được khởi xướng bởi Phra Phasi Sombat Boribun (พระภาษีสมบัติบริบูรณ์), sau đó trở thành Phraya Phison Sombat Boribun (พระยาพิสณฑ์สมบัติบริบูรณ์). Ban đầu Phasi Charoen đề xuất tài trợ cho dự án để đổi lấy quyền thu phí qua lại. Nó được chấp thuận bởi Vua Mongkut, tuy nhiên, với số tiền được cấp thông qua khấu trừ thuế từ số tiền Phra Phasi Sombat Boriboon phải thu, do đó kênh đào không thu phí. Công trình được bắt đầu từ năm 1866 hoàn thành vào năm 1872 và sau đó kênh đào được đặt tên theo người giám sát dự án.
Quận được thành lập vào năm 1899 với tên Amphoe Phasi Charoen. Nó trở thành Khet Phasi Charoen vào năm 1972.

## Phân cấp hành chính
Quận được chia thành 7 phó quận (khwaeng).
| No.  | Tên                      | Tiếng Thái     | Diện tích (km2) | Bản đồ |
| ---- | ------------------------ | -------------- | --------------- | ------ |
| 1.   | Bang Wa                  | บางหว้า         | 5,105           | Map    |
| 2.   | Bang Duan                | บางด้วน         | 2.514           | Map    |
| 6.   | Bang Chak                | บางจาก         | 1.394           | Map    |
| 7.   | Bang Waek                | บางแวก         | 3.022           | Map    |
| 8.   | Khlong Khwang            | คลองขวาง       | 2.992           | Map    |
| 9.   | Pak Khlong Phasi Charoen | ปากคลองภาษีเจริญ | 1.898           | Map    |
| 10.  | Khuha Sawan              | คูหาสวรรค์       | 0.909           | Map    |
| Tổng | Tổng                     | Tổng           | 17.834          | Map    |

Những số 3, 4 và 5 còn thiếu thuộc về phó huyện đã được chia lại và sát nhập với quận Bang Khae.

## Địa điểm
- Wat Pak Nam Phasi Charoen (วัดปากน้ำภาษีเจริญ)
- Wat Apson Sawan (วัดอัปสรสวรรค์)
- Wat Nak Prok (วัดนาคปรก)
- Wat Nang Chi Worawihan (วัดนางชีวรวิหาร)
- Wat Nuan Noradit Worawihan (วัดนวลนรดิศวรวิหาร)
- Wat Nimmanoradi (วัดนิมมานรดี)
- Wat Thong Sala Ngarm (วัดทองศาลางาม)
- Wat Kamphaeng Bangchak (วัดกำแพงบางจาก)
- Wat Khuha Sawan (วัดคูหาสวรรค์)
- Wat Chan Pradittharam (วัดจันทร์ประดิษฐาราม)
- Wat Ko Non (วัดโคนอน)
- Wat Ang Kaew (วัดอ่างแก้ว)
- Wat Rang Bua (วัดรางบัว)
- Wat Chai Chimplee (วัดไชยฉิมพลี)
- Wat Talom (วัดตะล่อม)
- Wat Paknam Fang Tai (วัดปากน้ำฝั่งใต้)
- Đền Chao Pho Sua (ศาลเจ้าพ่อเสือ)
- Đại học Siam (มหาวิทยาลัยสยาม)
- Chợ nổi Khlong Bang Luang (ตลาดน้ำคลองบางหลวง) và Baan Sinlapin (บ้านศิลปิน)

## Mua sắm
- Seacon Bangkae

## Vận chuyển
- Quận nằm trên Tuyến Xanh Dương thuộc Bangkok MRT với bốn nhà ga: Bang Phai, Bang Wa, Phetkasem 48, và Phasi Charoen. Ga Bang Wa là một ga chuyển đổi kết nối đến Tuyến Silom của Hệ thống tàu điện trên cao Bangkok.
- Tàu Khlong Phasi Charoen chạy dọc Khlong Phasi Charoen với một bến thuyền nối với Ga Bang Wa BTS.